# Adrián Aquiles Fariña
Adrián Aquiles Fariña (n. 1953) es un político argentino, del Partido Justicialista, que se desempeñó como gobernador del Territorio Nacional de la Tierra del Fuego, Antártida e Islas del Atlántico Sur entre enero y septiembre de 1991.

## Biografía
En la década de 1970 militó y fue dirigente en la Juventud Peronista.
En diciembre de 1989 fue designado subsecretario del Ministerio del Interior de la Nación por el presidente Carlos Saúl Menem.
En enero de 1991, el presidente Menem lo designó gobernador del Territorio Nacional de la Tierra del Fuego, Antártida e Islas del Atlántico Sur en reemplazo de Carlos Martín Torres. Durante su gestión se estableció una reserva minera y se licitaron áreas de explotación minera en el norte de la isla Grande. Además, se sancionó la constitución de la nueva provincia de Tierra del Fuego.
Tuvo denuncias por irregularidades administrativas, a las que se sumaron manifestaciones sindicales. Tras las mismas, renunció al cargo en septiembre de 1991 y fue reemplazado por Matilde Svatetz de Menéndez.